# Лужичане

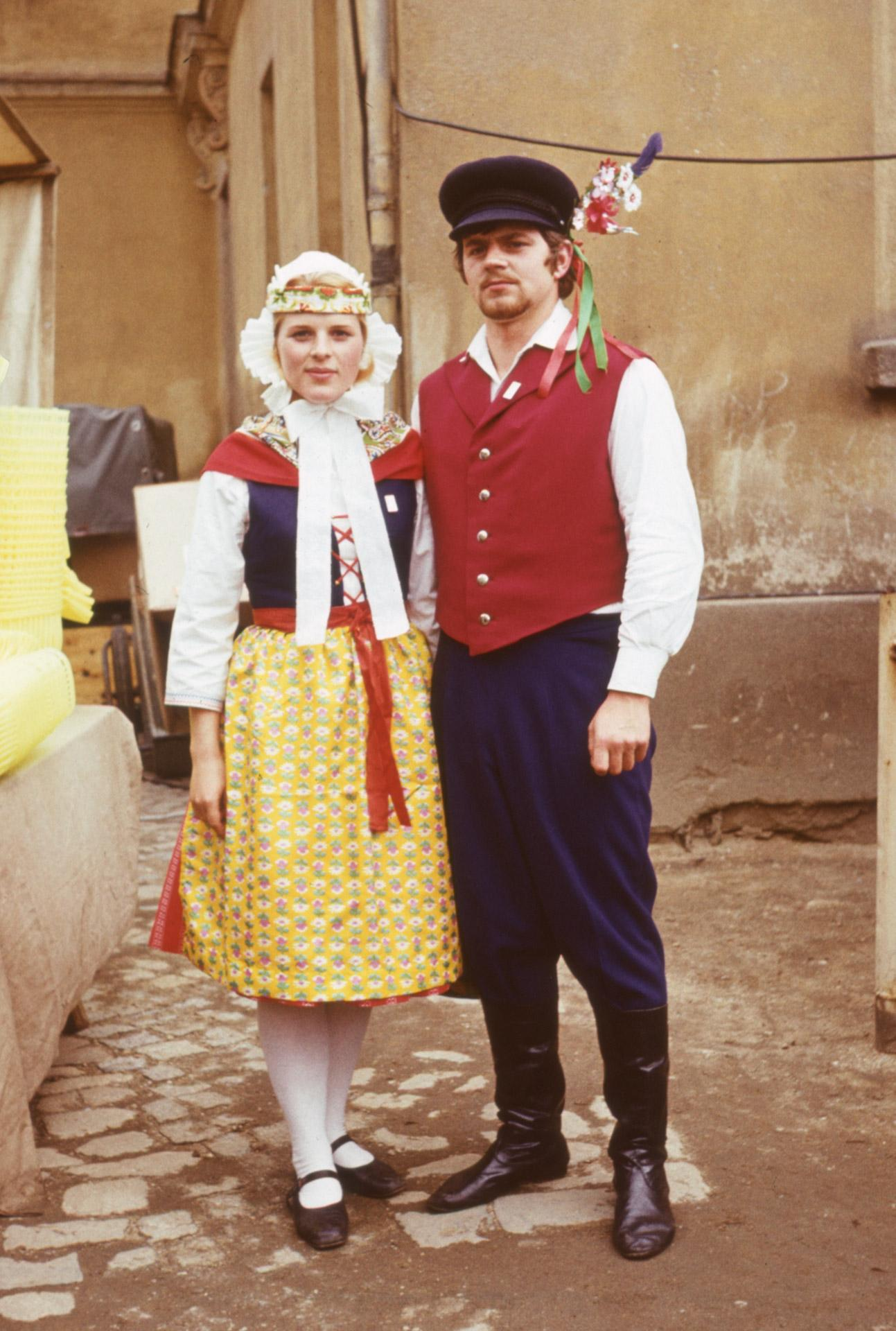
Пара в нижнелужицких костюмах (1972)

Лужича́не, также лу́жицкие се́рбы или серболужича́не (в.-луж. Serbja — «сербья», н.-луж. Serby — «сербы», в.-луж. и н.-луж. Serbski lud — «сербский народ», нем. Sorben, МФА: {{#parsoid\0fragment:0}}ˈzɔʁbn̩{{#parsoid\0fragment:1}}о файле, — «сорбы», Wenden — «венды», чеш. Lužičtí Srbové, пол. Serbołużyczanie) — западнославянский народ.
Численность — около 60 тысяч человек. Проживают преимущественно в Германии — на территории Лужицы, представляющей собой славянский анклав. Наиболее компактно проживают в католических районах на западной периферии верхнелужицкой языковой территории. Являются одним из четырёх официально признанных национальных меньшинств страны. В целом относятся к центральноевропейской группе европеоидной расы. Все лужичане двуязычны: немецкий является основным языком, в то время как верхнелужицкий и нижнелужицкий языки сохраняются ограниченно. По религиозной принадлежности являются католиками и лютеранами.
Подразделяются на две этнографические группы — верхнелужицких сербов, проживающих в Верхней Лужице (земля Саксония), и нижнелужицких — в Нижней Лужице (земля Бранденбург). У верхнелужицких сербов культурный центр — Баутцен, у нижнелужицких — Котбус. На территории «Лужицкой поселенческой области» действуют законодательные акты земель Саксонии и Бранденбурга, содействующие сохранению лужицких языков и культуры лужичан. Интересы лужицких сербов защищает политически независимая организация серболужицкого народа и серболужицких объединений «Домовина — Союз лужицких сербов», основанная в 1912 году. Изучением лужичан занимается сорабистика.
Предки лужичан поселились на территории современной Германии в VI веке. По письменным источникам[каким?] лужицкие сербы известны с 631 года. Представляют собой остаток негерманизированных полабско-балтийских славян. В X веке их земли были впервые включены в состав Немецкого государства. Однако в XI, XII веках Лужица некоторое время подчинялась Польше и Чехии. С XIV века долгое время находилась в составе Чехии. Окончательно попала под власть немцев в середине XVII века. В Средние века являлись народом с неполной социальной структурой[уточнить]. В XIX веке пережили «национальное возрождение»[уточнить]. В XX веке[когда?] предприняли две попытки выйти из состава Германии.

## Этноним

### Самоназвание

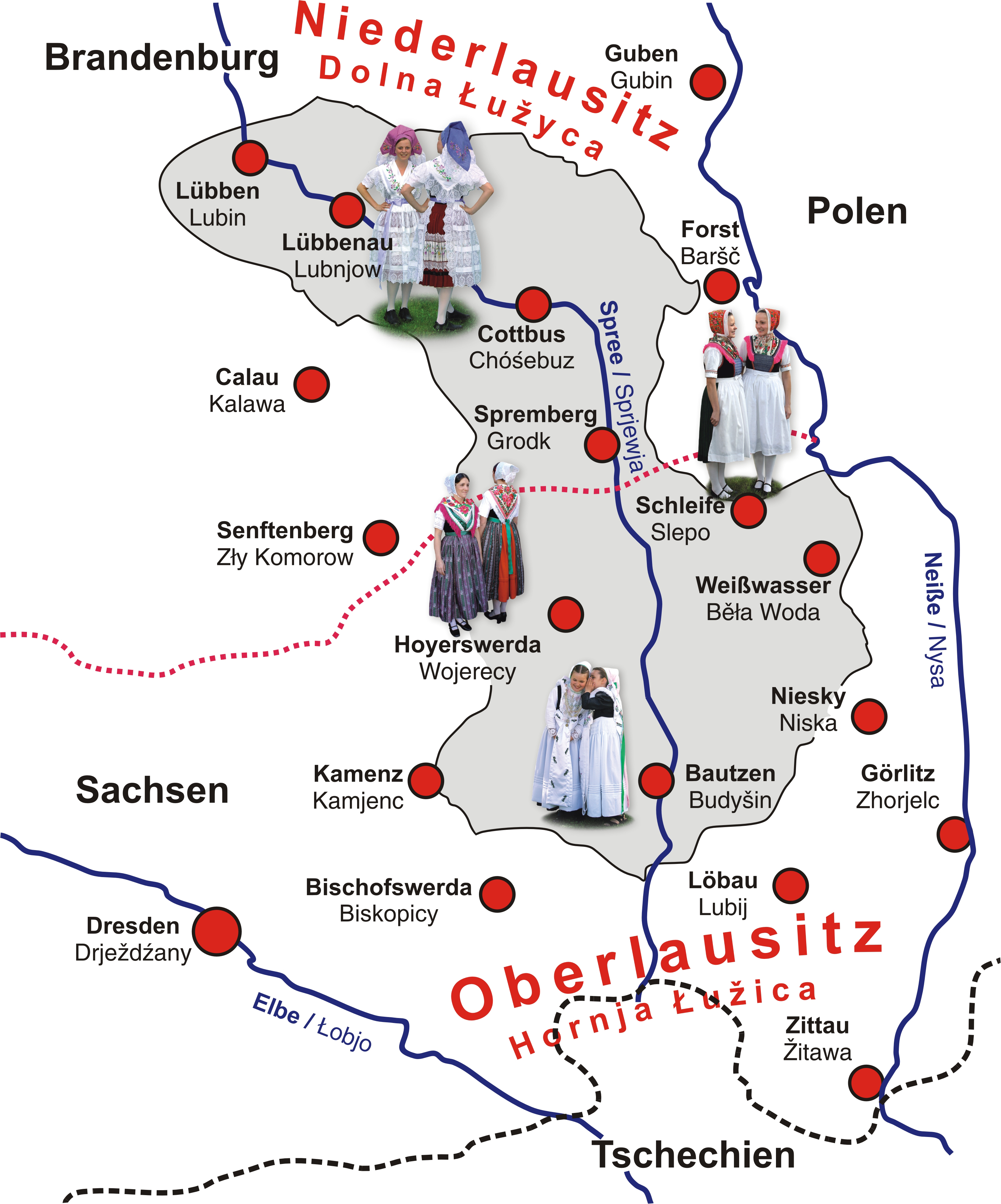
Лужичане

Самоназвание лужичан — «сербы» (в.-луж. Serbja — сербья, н.-луж. Serby — сербы) — имеет общую этимологию с названием балканских сербов. Немецкое название лужичан — Sorben с корневой -o- в прошлом применялось в пределах западной части древнего серболужицкого языкового ареала между реками Эльбой и Зале. Первое упоминание о лужицких сербах в письменных источниках одновременно является первым упоминанием западнославянского этникума вообще, и относится к 631 году (хроника Фредегара): лат. Dervanus dux ex gente Surbiorum, que ex genere Sclavicorum erant et ad regnum Frankorum iam olem aspescerant se ad regnum Samonem cum suis tradidi («Дерван, князь сербских племён, которые издавна находились под властью франков, доверился вместе со своими людьми государю Само»). Первоначально наименование «сербы» относилось только к племени сербов, живших на реке Мульде. С 782 года к сербам стали относить все племена, обитавшие между Заале и Эльбой (в том числе предков современных лужицких сербов — лужичан и мильчан).
Термином «Wenden/Winden» (венеды) германские племена первоначально называли всех славян на востоке и юго-востоке. Этот термин восходит к этнониму, принятому у античных авторов (Геродота, Плиния Старшего, Тацита, Клавдия Птолемея): Venedi, Veneti, Venethi, Venethae. Термин «венды» на немецком языке являлся официальным обозначением лужицких сербов с негативно-пренебрежительным оттенком («Венд — необразованный и неотёсанный деревенский мужик, обременённый негативными чертами характера»). По этой причине после 1945 года в ГДР лужицких сербов стали официально называть «Sorben».
В период существования ГДР преобладало представление о единстве серболужицкого народа. После объединения Германии в 1990 году среди нижнелужицких сербов получили распространение идеи о собственной национальной идентичности, а для обозначения самоназвания всё чаще стал использоваться этноним «венды», противопоставляющий их верхнелужицким сербам.

### Название на русском языке
В русскоязычной науке нет единого термина для обозначения серболужицкого народа: употребляются названия «лужицкие сербы», «лужичане», «серболужичане». Русскоязычные энциклопедии (ЭСБЕ, БСЭ, СИЭ, БРЭ, «Народы и религии мира») называют его «лужичанами». По мнению слависта А. Е. Супруна, вместо прежнего названия «лужичане» ныне употребляются названия «серболужичане» или «лужицкие сербы». Историки-сорабисты Л. П. Лаптева и К. В. Шевченко называют этот народ «лужицкие сербы».
Для древнего исторического периода используется также термин «сербы» (иногда и заимствованный из немецкого «сорбы»; реже — «венды», нем. Wenden). Название «лужицкие» происходит от болотистой местности Лужица (отсюда нем. Lausitz).

## История

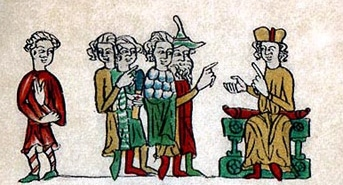
Лужицкий серб (слева). Иллюстрация из «Саксонского зерцала»

Антропологические компоненты современных лужицких сербов (равно как и немцев Бранденбурга, Саксонии, Тюрингии и Восточной Баварии, смешанных с потомками онемеченных славян) восходят к короткоголовым европеоидам с элементами, характерными для полабов и бодричей Мекленбурга и близкими к латенским кельтам.
Современные лужичане — остаток лужицких сербов (или просто сербов), одного из трёх главных племенных союзов полабских славян, в число которых входили также племенные союзы лютичей (велетов или вельцов) и бодричей (ободритов, ререгов). Полабские славяне (или, по-немецки, венды) в раннем средневековье заселяли не менее трети территории современного немецкого государства — север, северо-запад и восток.
Современные лужичане являются потомками двух западнославянских племён — лужичан и мильчан. Славяне расселились на востоке современной Германии в VI веке в ходе Великого переселения народов. Они занимались в основном плужным земледелием и животноводством. В VIII веке земли сербско-полабских племён стали подвергаться набегам германцев (прежде всего франков), а впоследствии также чешских и польских королей. В IX веке часть земель сербов на непродолжительное время вошла в состав Великой Моравии. Покорённые германцами сербы неоднократно поднимали восстания, которые были подавлены завоевателями. Мильчане были окончательно завоёваны в 990 году. Тысячи сербов были истреблены, их сёла и городища разрушены. В период с 1018 по 1032 год территория Верхней Лужицы входила во владения Польши, в 1076—1084 и 1158—1231 годы — во владения Чехии. В XII веке лужицкие земли вошли в марку Лужица и землю Бауцен под управлением графов Веттинов. С XI—XII веков началась немецкая колонизация серболужицких земель. В XIII веке полабские славяне перестали делиться на племена, возникли названия областей — Нижняя Лужица (бывшая область племени лужичан) и Верхняя Лужица (область мильчан). В 1319 году к Чехии отошла Верхняя, а при Карле IV в 1373 году — и Нижняя Лужица. В 1635 году Верхняя и большая часть Нижней Лужицы отошли к Саксонии, нижнелужицкий район Котбуса отошёл к Бранденбургу.

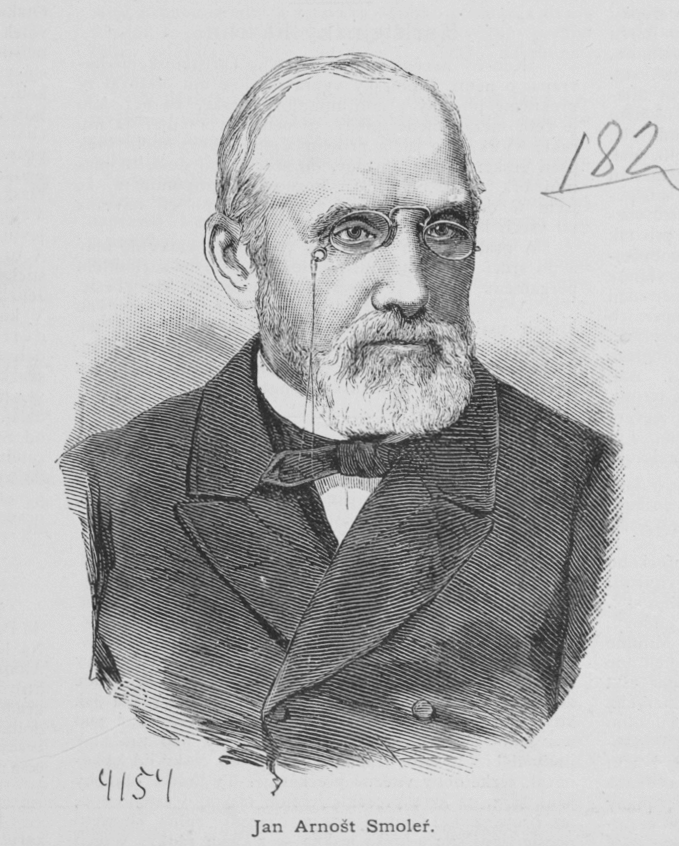
Я. А. Смолер — крупнейший деятель серболужицкого возрождения

В ходе Реформации в Германии в XVI веке большинство лужичан перешли в лютеранство. Католицизм сохранился только в некоторых районах Верхней Лужицы. К тому же веку относится зарождение серболужицкой литературы. В 1667 году курфюрст Бранденбургский Фридрих Вильгельм повелел запретить богослужение на лужицком языке и уничтожить лужицкую письменность. С 1717 по 1735 год король Пруссии Фридрих Вильгельм I издал ряд указов против употребления лужицкого языка. В 1815 году Венский конгресс передал саксонские земли Нижней и Верхней Лужицы Пруссии, участвовавшей в антинаполеоновской коалиции. Начало национального возрождения было связано с восстановлением в 1814 году, усилиями А. Любенского и А. Клина, «Серболужицкого проповеднического общества» в Лейпциге. Стараниями Я. Смолера было создано научно-просветительское общество «Матица серболужицкая». Во второй половине XIX века были введены новые ограничения в использовании лужицкого языка. 12 октября 1912 года была основана «Домовина». В 1919 году лидеры лужицких сербов обратились к Версальской конференции, требуя создания лужицкого государства. Однако их предложение на конференции рассмотрено не было, а заявитель А. Барт по возвращении в Германию был арестован за «государственную измену». В 1933 году с приходом к власти национал-социалистов в Германии был развёрнут открытый террор с последующими арестами патриотов и принудительным выселением национально ориентированных лужицких священников и учителей. Лужицкий язык (с 1940 года — даже в быту) и все органы печати (в 1937 году) были запрещены. Лужицкие сербы были объявлены «немцами, говорящими по-вендски».
В 1945—1946 годах лужичане при активном участии Я. Цыжа второй раз в своей истории предприняли попытку выйти из состава Германии, которая оказалась неудачной. После Второй мировой войны германизация лужицких сербов ускорилась после того, как в Лужицу переселились немцы из Чехословакии и Польши. В последующие десятилетия с воссозданием лужицкой печати и школ произошёл культурный подъём лужицкого народа. С 1924 года по начало XXI века в результате освоения месторождений угля в Лужице было полностью или частично снесено более ста деревень.

## Численность

Районы Германии, где говорят на лужицких языках (2003)

Лужицкие сербы — самый малочисленный славянский народ. В ГДР статистические подсчёты численности лужицких сербов не проводились, в документах постоянно стояло одно и то же число — 100 000 человек. В последние годы существования ГДР Институт серболужицкого народоведения применял подсчёты по специально разработанной системе анкетирования, однако результаты этих подсчётов в полном объёме опубликованы не были. В современной Германии подсчёт численности этнических меньшинств официально не ведётся. Численность населения лужицких сербов по разным статистическим данным с 1980 по 2010 год составляла от 50 тысяч до 500 тысяч человек. В политике фигурирует цифра в 60 тысяч человек. По данным, уточнённым после 1989 года, лужичан насчитывалось 67 000 человек, в том числе около 59 тысяч владеющих родным языком. По современным данным численность лужицких сербов составляет от 50 до 67 тысяч человек. При этом расхождения в цифрах свидетельствуют о разнице между этническими лужичанами и лужичанами, владеющими родным языком. В Баутцене — центре культурной жизни лужичан — их доля составляет около 5—10 % населения города. Согласно подсчётам А. Муки в начале 1880-х годов на долю нижнелужицких сербов в общей численности серболужицкого народа приходилось 42,9 %, а верхнелужицких — 57,1 %. По оценке А. Черника (1958), на долю нижнелужицких сербов в середине 1950-х годов приходилось 28,4 %.
Данные переписей:
| Год     | 1849    | 1861    | 1880    | 1900    | 1910    | 1925   |
| ------- | ------- | ------- | ------- | ------- | ------- | ------ |
| Человек | 141 649 | 136 160 | 131 500 | 116 811 | 104 114 | 71 203 |

На территории современной Польши лужичане были германизированы в течение XVI века в Жаганьце, к середине XVII века в Жарах и в XVIII веке в окрестностях Губина и Любско. В районе Кросно в начале XVIII века доля лужичан в общем населении составляла 85,3 %, но уже на рубеже XVIII—XIX веков по-нижнелужицки там не говорили. Дольше всего на правом берегу Нысы-Лужицки нижнелужицкий язык удержался в деревне Ленкница: в 1932 году там проживало две семьи, говорившие по-лужицки (в 1884 году там жило 380 лужичан и три немца).

## Языки
Все лужичане двуязычны: немецкий является основным языком, в то время как верхнелужицкий и нижнелужицкий языки сохраняются ограниченно.
Лужицкие языки (верхнелужицкий и нижнелужицкий) относятся к западнославянским языкам. Верхнелужицкий язык функционирует в Верхней Лужице, и в активном употреблении сохраняется прежде всего в католической области Верхней Лужицы. Нижнелужицкий язык распространён в окрестностях города Котбуса в Нижней Лужице. Этот язык является родным в основном для людей старше 70 лет. Оба языка подразделяются на диалекты. Между верхнелужицкими и нижнелужицкими диалектами существуют переходные говоры. Считается, что верхнелужицкий язык близок к чешскому, а нижнелужицкий — к польскому языку. На словарный состав лужицких языков оказал влияние немецкий, а также чешский и польский языки (особенно после Второй мировой войны). Среди грамматических особенностей лужицких языков: наличие двойственного числа, несколько форм прошедшего времени, место сказуемого в конце простого предложения.
По данным Серболужицкого института (2009), число носителей верхнелужицкого языка в Саксонии составляет 23 000 человек, нижнелужицкого в Нижней Лужице — около 6400—7000 человек.

## Образование
См. также статью: Лужицкие школы

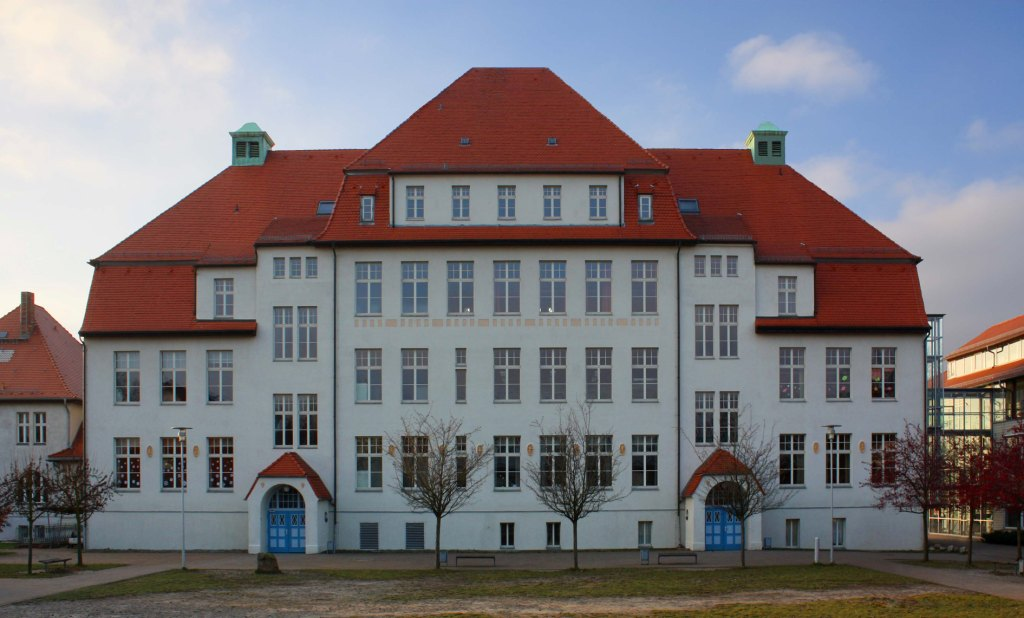
Нижнелужицкая гимназия

Первые школы в деревнях Верхней Лужицы появились в XV—XVI веках. Это были частные школы, из которых со временем развились церковные школы. Такие школы появились, например, в Кроствице в 1482 году, в Китлице в 1489 году, в Радиборе в 1550 году. Единственными учебниками в школах были «Катехизис» и Библия. В дальнейшем лужицкий язык неоднократно попадал под запрет. В нацистской Германии серболужицкие учебники были полностью уничтожены. Во времена ГДР в Лужице существовало два типа школ: в школах типа «А» преподавание велось только на лужицком языке, в школах типа «Б» — на немецком и лужицком языках.
По данным 2016 года в Нижней Лужице имеется 9 детских дошкольных учреждений, а в Саксонии — 24 дошкольных учреждения, где дети получают образование на лужицком языке. С 2013 года серболужицкая группа функционирует в дошкольном учреждении Дрездена. В образовательных учреждениях серболужицкой поселенческой области для детей раннего возраста (а в земле Бранденбург — и в школах) реализуется языковая программа «Witaj». В Саксонии школьное двуязычное обучение построено на концепции «2plus» (немецкий, лужицкий плюс дополнительные языки). В 2010—2011 учебном году 290 учащихся серболужицких школ и Серболужицкой гимназии в качестве иностранного языка изучали русский и 154 учащихся — чешский. В 2009 году в Саксонии действовало 6 серболужицких и 3 двуязычные начальные школы, 4 серболужицких и одна двуязычная средняя школа, а также Серболужицкая гимназия в Баутцене. В Бранденбурге действовали 5 начальных школ по программе «Witaj» и Нижнелужицкая гимназия в Котбусе. В системе высшего образования Германии лужицкий язык преподаётся только в Лейпцигском университете (Институт сорабистики).

## Религия
По религиозной принадлежности большинство лужицких сербов со времён Реформации были лютеранами. Во времена исследований А. Муки (ум. 1932) католицизм исповедовали 10 % всех лужицких сербов. В конце 1980-х — начале 1990-х годов верхнелужицкие сербы-католики составляли уже 2/3 от численности серболужицкого народа.
Лужицкие сербы-евангелисты проживают в Верхней и Нижней Лужице, за исключением католической области. Они являются последователями нескольких церквей: Лютеранской церкви Берлина-Бранденбурга-Силезской Верхней Лужицы и Евангелическо-лютеранской земельной церкви Саксонии, а также Независимой евангелической лютеранской церкви в Клиттене и Вейгерсдорфе, и Моравской церкви. Кроме того, в Верхней Лужице с 1994 года действует Серболужицкое евангельское общество; с 1946 года проводится Серболужицкий съезд евангелической церкви. Евангельских приходов, где бы преобладали лужицкие сербы, уже не существует. В Баутцене служба на лужицком языке проходит раз в месяц в церкви святого Михаила.

### Католики

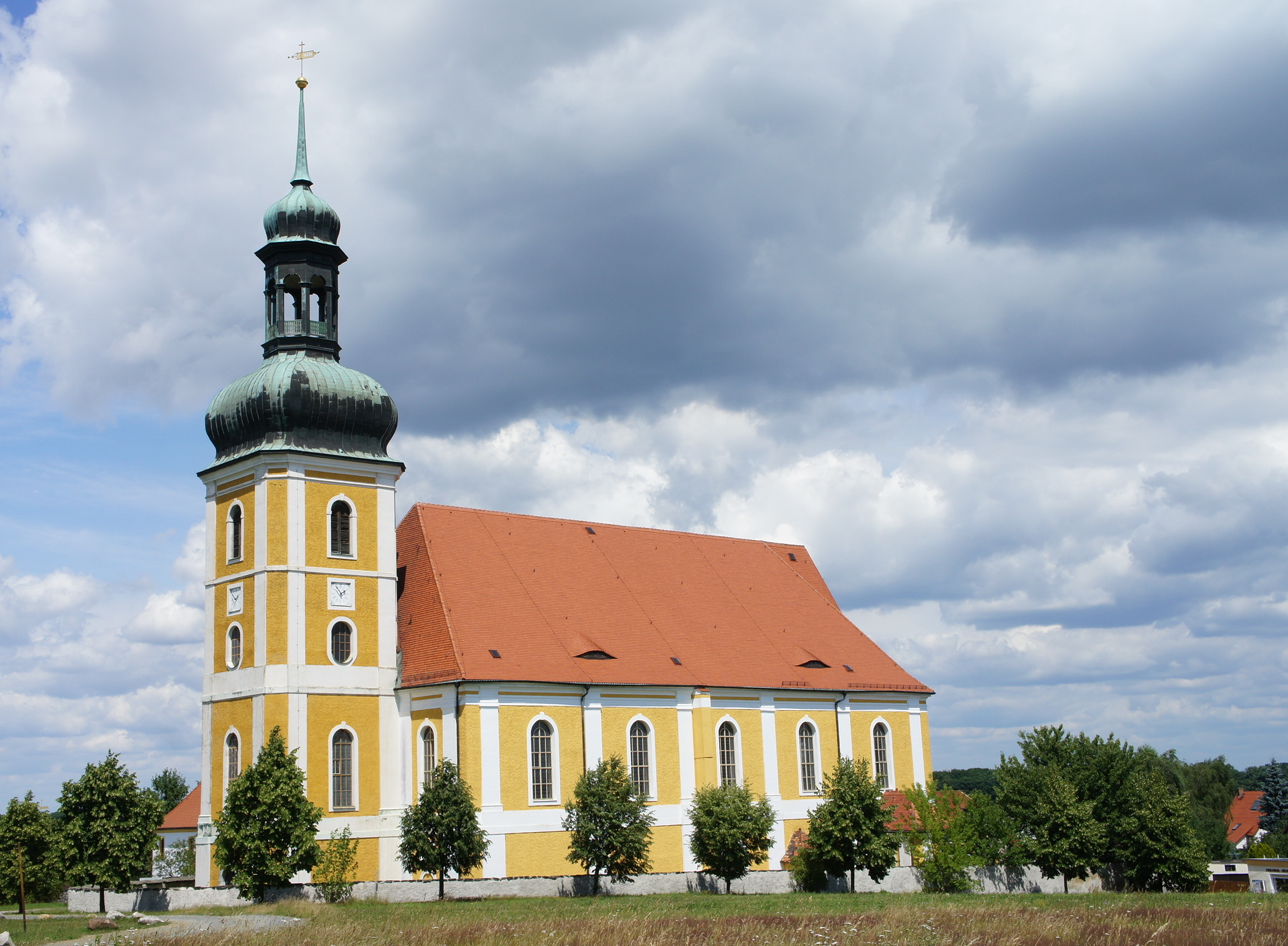
Село Розенталь в католической Лужице

Лужицкие сербы-католики численностью около 12 тысяч человек проживают компактно в треугольнике между городами Баутцен, Каменц и Хойерсверда, который включает 85 населённых пунктов. По дорогам местности разбросано около тысячи обетных колонн, крестов и часовенок. Здесь на лужицком языке говорят во многих семьях, школах, детских садах и церкви. Второй Ватиканский собор (1962—1965) подтвердил статус лужицкого как языка богослужения. Службы на лужицком языке проходят в церквях сёл Кроствиц, Остро, Радибор, Небельшюц, Сдир, Ральбицы, Виттихенау, Бачонь, а также Реккельвиц, Паншвиц-Кукау. В Баутцене служба на лужицком языке проходит по воскресеньям в церкви Божией Матери. Пожилые женщины здесь до сих пор носят строгие костюмы. Во время церковных праздников, свадеб и других торжественных мероприятий молодые женщины и девочки надевают праздничные костюмы. Государственным праздником в сербокатолических районах Саксонии является праздник Тела и Крови Христовых. Праздники День Святой Троицы, Встреча Марии и Елизаветы и Рождество Пресвятой Богородицы отмечаются торжественными процессиями в Ральбицах. Католики празднуют также Птичью свадьбу (25 января), «сожжение ведьм» (30 апреля), День святого Мартина (11 ноября), День святой Варвары (4 декабря), День святого Николая (6 декабря). В прошлом католические районы Верхней Лужицы находились под большим влиянием монастырей, в том числе Мариенштерна; верующим запрещалось вступать в брак с некатоликами.

### Литература

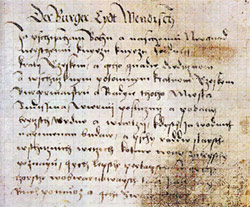
Будишинская присяга (ок. 1530) — древнейший памятник письменности

## Культура

### Фольклор
Сборник Л. Гаупта и А. Смоляра середины XIX века «Народные песни верхних и нижних лужичан» делил лужицкие песни на виды: полевые или жатвенные, колыбельные, страдальные, свадебные, танцевальные, хороводные, прибаутки и другие. К началу XX века было известно около 1500 народных песен и 800 мелодий. К древним эпическим песням относятся «Победы сербов» (повествует о событиях XI века) и «Наши парни с войны едут» (возникла, предположительно, в X веке). После Первой мировой войны серболужицкая молодежь пела «сокольские песни» с националистическими мотивами. Сбором и изучением лужицких пословиц занимался Я. Радысерб-Вела, опубликовавший в 1902 году сборник «Пословицы и поговорки верхнелужицких сербов», куда вошло около 10 тысяч пословиц и поговорок. В одних пословицах высмеивалось богатство («Богачу легко было бы стать мудрым Соломоном, если бы мудрость продавалась», «Чем выше дворец, тем ниже избёнки»), в других восхвалялся житейский опыт, бережливость, скромность («Лужичанам подходит гордость так же, как нищему перстень»). Некоторые поговорки были посвящены лужичанам, которые изменили своему народу («Нет чёрта для лужичанина хуже, чем онемеченный лужичанин»). Легенды рассказывают о подвигах в борьбе за национальную свободу в IX—XI веках, о гибели последних сербских правителей, об истории некоторых населённых пунктов.

### Театр и кино

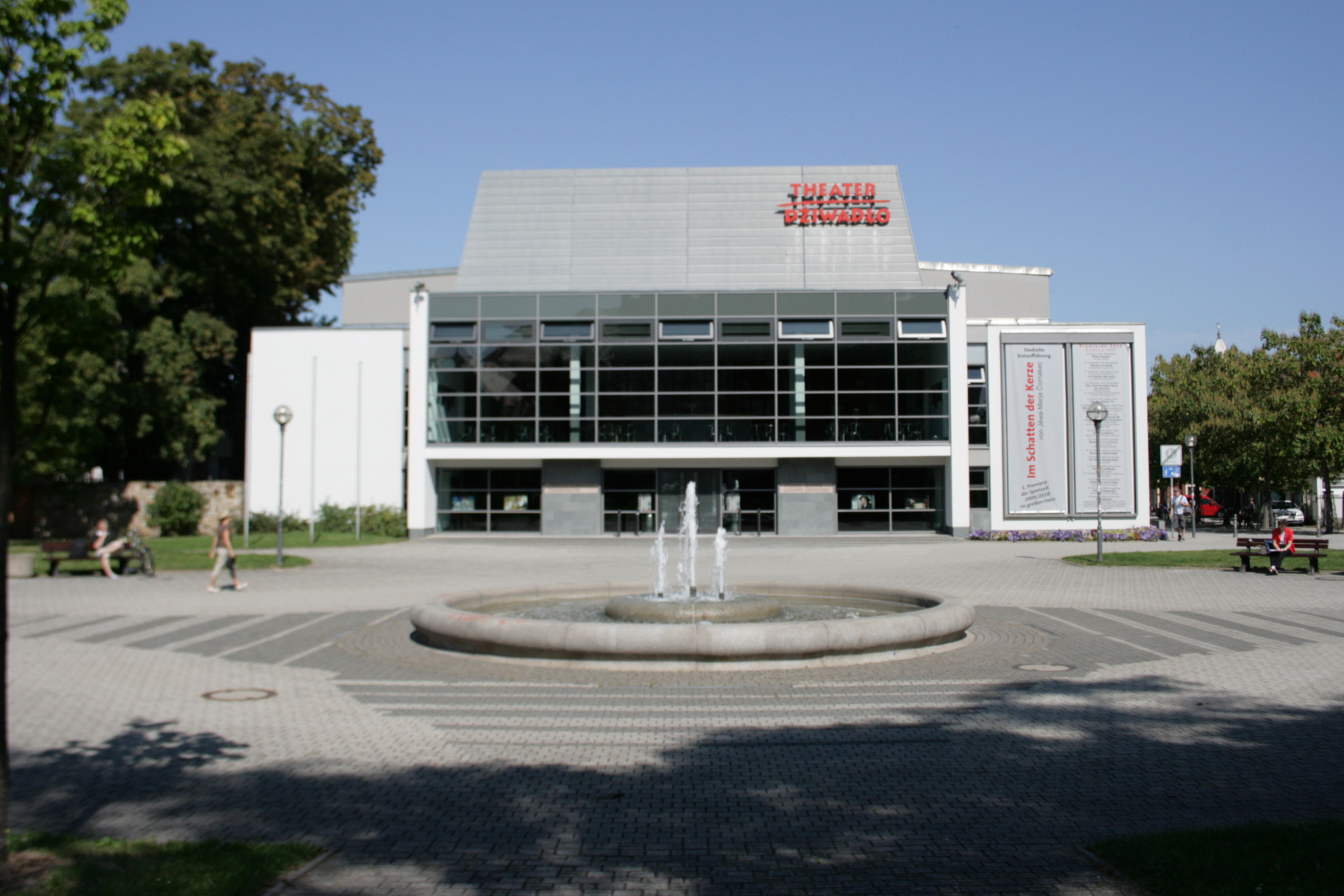
Немецко-серболужицкий народный театр

История серболужицкого театра, возникшего под влиянием чешского национального театра, начинается с 1862 года, когда в Баутцене состоялось первое представление пьесы на лужицком языке. Значительный вклад в серболужицкую драматургию внёс писатель Ю. Винар, пьесы писали поэт Я. Барт-Чишинский и А. Мука. В 1948 году в Баутцене открылся первый серболужицкий народный театр (ныне Немецко-серболужицкий народный театр).
В кино лужицкие сербы были впервые показаны в немом фильме «Странная птица», снятом в 1911 году. В межвоенный период было снято около десяти фильмов, в которых лужичане часто представлялись как «деревенский» и вымирающий народ. Первым серболужицким историком кино был Г. Церна (ум. 1955). В 1953 году вышел первый художественный фильм на серболужицкую тему «52 недели — один год». Возникновение серболужицкого кинематографа относится к 1971 году, когда был основан «Рабочий кружок серболужицких кинематографистов» для подготовки кадров будущей серболужицкой кинематографии. В 1972 году в этой киношколе была снята первая серболужицкая картина «Струга — портрет одного пейзажа» (название дано по реке Струга в Лужице). В 1980 году при киностудии «ДЕФА» (а фактически в рамках Дрезденской киностудии «Трик-фильм») было создано производственно-творческое объединение «Сербска фильмова Скупина». В 1980-е годы снималось документальное кино, посвящённое национальной культуре, в том числе фильм «Город» о серболужицкой истории Баутцена. В 1984 году вышел первый игровой фильм серболужицкого кинематографа «Рубляк, или Легенда об измеренной стране» на немецком языке (фильмы «Скупины» снимались в основном на лужицком языке). С 1991 года киностудия носит название «Sorabia-Film-Studio».

### Музыка и изобразительное искусство

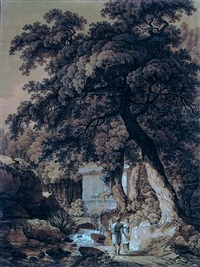
Картина Г. Веле

В 1952 году был создан Серболужицкий национальный ансамбль, объединяющий хор, оркестр и балетную группу. Среди традиционных танцев популярен серболужицкий танец, а также танцы «Подожди-ка» и «Ступай дальше». Лужицкие песни и танцы сопровождаются музыкальным исполнением. Прежде самыми распространёнными инструментами были большая и малая серболужицкие гусли (род скрипки), волынка и таракава. Среди современных инструментов — рояль, гитара, аккордеон, кларнет, труба и губная гармоника. Малые гусли, или «свадебные гусли», в XX веке были распространены в районе Шлейфе—Мускау. Они представляют собой трёхструнный инструмент треугольной формы, напоминающий скрипку, и не известный другим народам.
Изобразительное искусство до окончания Первой мировой войны в серболужицкой национальной культуре не занимало заметного места. Художники-одиночки не оставили практически никакого следа. В 1923 году было образовано Объединение лужицких художников, картины которых показывались на выставках в Кроствице и других местах. В 1948 году возник Кружок лужицких художников, который возглавил М. Новак-Нехорньский. Кружок устраивал передвижные выставки, знакомил население с картинами лужицких художников.

### Одежда

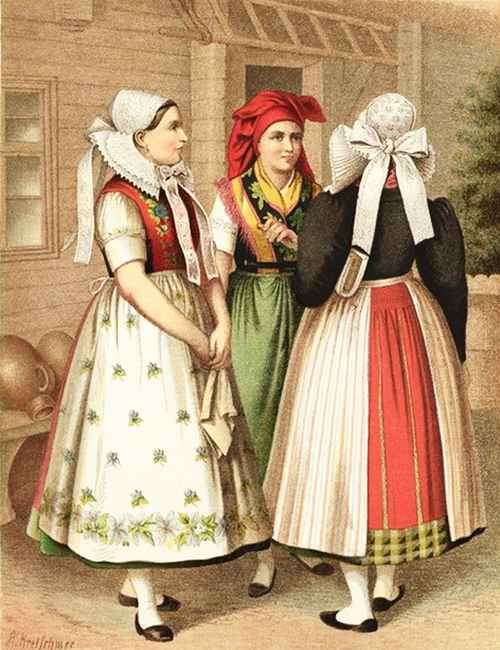
Женские национальные костюмы лужицких сербов

Серболужицкая народная одежда имеет общие черты с одеждой других западных славян, особенно с поляками (ношение женщинами передника, обилие украшений на праздничных костюмах — вышивок, кружев, лент). Самобытная одежда сохранилась в основном у женщин. Лужицкий этнограф П. Недо различал четыре комплекса женской одежды в Лужице: шпревальдский, шлейфенский, гойерсвердский и бауцен-каменцкий. Последний комплекс распространён в районах Баутцена, Каменца и Виттихенау. Праздничная одежда бауцен-каменцкого комплекса включает белую рубашку из полотна с короткими рукавами и круглым вырезом, верхнюю шерстяную юбку чёрного цвета и нижнюю шерстяную юбку. Верхняя юбка пришивается к корсажу, который шнуруется или застёгивается. Головной убор бауцен-каменцкого комплекса состоит из чепчика чёрного цвета, с которого свисают до колен две чёрных ленты. Головной убор, распространённый в Шпревальде, отличается наличием широких крыльев. Траурные одеяния чёрного цвета сочетаются с белым головным убором.
Мужской костюм XVIII—XIX веков (не сохранился) сближался с немецким костюмом Бранденбурга и Саксонии. Он состоял из полотняной рубахи с длинными рукавами, которая заправлялась в полотняные штаны с пуговицами ниже колен. На рубаху надевали суконную куртку, часто голубоватого цвета. Сейчас костюм можно увидеть на артистах Лужицкого ансамбля песни и танца. Домашней обувью служили деревянные башмаки, а уличной — сапоги с высокими голенищами.

### Праздники

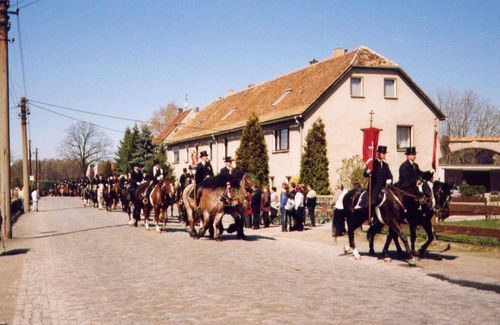
Пасхальная кавалькада

Серболужицкие праздники подверглись значительному немецкому влиянию. Лужичане, как и другие народы Европы, отмечают христианские праздники. На пасху красят варёные яйца, которые дарят детям. По яркости и разнообразию они уступают крашеным яйцам словаков, украинцев и южнославянских народов. На день святого Петра — 22 февраля сжигали соломенное чучело зимы. С 1541 года известно проведение пасхальной кавалькады, когда мужчины во фраках и цилиндрах верхом на лошадях отправляются с вестью о воскресении Иисуса Христа. Процессию возглавляют всадники с хоругвями, статуями и распятиями. Отмечался и день святого Иоанна Крестителя — 24 июня. На Иванов день гадали и прыгали через костры. В отличие от других народов Европы у лужичан не было обрядов, связанных с водой. Праздник урожая, известный во всей Германии, отмечался в августе—сентябре. В Верхней Лужице празднество возглавляли состоятельные крестьяне. Бедные крестьяне и батраки поздравляли хозяина и дарили ему венок в благодарность за хлеб и работу. В Шпревальде совершался обычай «рвать петуха» и «бить петуха». По поверьям лужицких сербов, после уборки урожая петух, наделённый силой охранять урожай, выполнил свою задачу и должен быть убит, иначе он причинит зло. Осенью отмечали день святого Михаила — 29 сентября, праздник «всех святых» — 1 ноября, детский праздник Мартинов день — 11 ноября. С 1875 года отмечается праздник лужицкой молодёжи скадованка.

### Печать, радио, телевидение
На верхнелужицком языке выходит ежедневная газета Serbske Nowiny (под этим названием с 1854 года), а также религиозные издания: католическое Katolski Posoł и протестантское Pomhaj Bóh. На нижнелужицком языке выходит еженедельная газета Nowy Casnik. На обоих языках издаются журналы: научный Lětopis (выходит два раза в год), культурный Rozhlad (с 1950 года), детский Płomjo, педагогический Serbska šula. Раз в месяц выходят получасовые телепередачи: Wuhladko на верхнелужицком языке (телеканал MDR) и Łužyca на нижнелужицком (телеканал rbb). На двух языках выходят радиопередачи Серболужицкого радио.

## Поселения и постройки
См. также статью: Список серболужицких деревень (1885)

См. также статью:Список серболужицких деревень (1956)

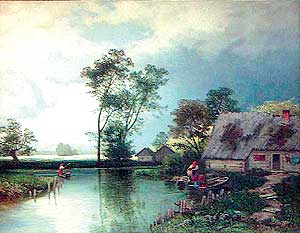
Деревня в Шпревальде.
Худ. Крюгер, ок. 1870 года

В настоящее время лужицкие сербы составляют этническое большинство в 70 католических сёлах Верхней Лужицы (северо-западнее Баутцена). В протестантских районах Верхней Лужицы и во всей Нижней Лужице сёл с преобладанием лужицких сербов уже не существует. Cмешанных межнациональных браков у лужичан до XX века почти не было, поскольку они жили замкнуто и обособленно от немцев. По свидетельству лужицкого поэта Я. Барта-Чишинского (1904), немецко-серболужицкие браки были редким явлением. В первой половине XX века количество смешанных браков значительно возросло в связи с индустриализацией Лужицы, разработкой буроугольного бассейна и особенно после прибытия в лужицкие деревни большого количества немецких переселенцев по окончании Второй мировой войны. По данным М. И. Семиряги (1955), особенно много смешанных браков в Шпревальде (50 % и более от общего числа в середине XX века против 5 % в 1900 году), в окрестностях промышленных центров — Котбуса, Фетшау, Люббенау, в общинах Верхней Лужицы. У католиков супружеская пара происходила из одной деревни, а у протестантов жених и невеста чаще были из разных деревень.
Древнейший тип планировки поселений — круговой. Распространена также кучевая планировка, в Нижней Лужице — хуторская, в немецких районах — уличная. К востоку от линии Каменц — Бишофсверда уличная планировка встречается реже. В Шпревальде распространены поселения своеобразной хуторской формы: из-за низменного ландшафта и частых наводнений разбросанные деревни располагаются на возвышенностях, усадьбы расположены вдоль каналов. Сообщение с деревнями на островах в летний период осуществляется на лодках. В Шпревальде усадьбы расположены вдоль каналов. Двор с постройками в Нижней Лужице открытый, в Верхней Лужице замкнутый. Наиболее старый тип построек представляет собой одноэтажное срубное здание с жилым и хозяйственными помещениями под одной крышей. Такой тип лужицких построек во второй половине XX века встречался в деревнях Шпревальда и Хойерсверды. Фахверковые постройки, связанные с немецкой традицией, в большей мере были распространены в Верхней Лужице. Со временем деревянные постройки были вытеснены кирпичным строительством.

## Национальные символы

Флаг лужицких сербов

Флаг лужицких сербов представляет собой полотнище из синей, красной и белой горизонтальных полос. Впервые использован как национальный символ в 1842 году. В 1848 году флаг получил признание в среде лужичан. Статья 25 конституции земли Бранденбург содержит положение о серболужицком флаге. Статья 2 конституции Саксонии содержит положение об использовании герба и традиционных национальных цветов лужицких сербов. В законах о правах лужичан Бранденбурга и Саксонии содержится положения об использовании лужицкой национальной символики (герба и национальных цветов).
Национальный гимн лужицких сербов с XX века — песня «Прекрасная Лужица». Прежде в качестве гимна служили песни «Ещё сербство не погибло» (написана Г. Зейлером в 1840 году) и «Наше сербство восстаёт из праха» (написана М. Домашкой, исполнялась до 1945 года).

## Правовое положение

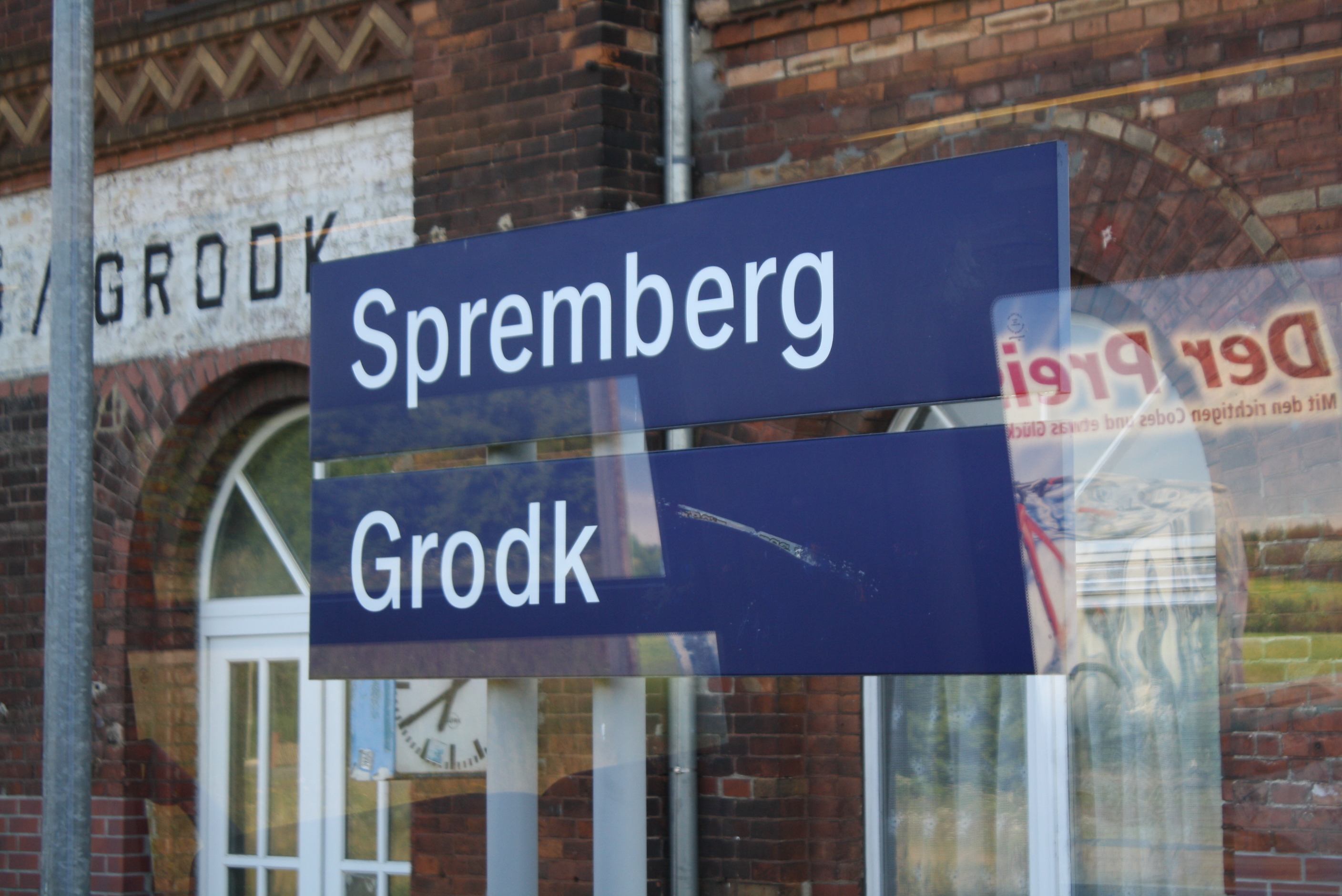
Двуязычная надпись на вокзале Шпремберга (лужицкого Гродка)

Правовое положение лужицких сербов в Германии (в землях Бранденбург и Саксония) регулируется на основании статьи 35 протокола № 14 Договора об объединении ФРГ и ГДР от 1990 года. Статья 25 конституции земли Бранденбург от 1992 года гарантирует право серболужицкого народа на охрану, поддержку и защиту культурной идентичности и места проживания. Земля, общины и союзы общин содействуют осуществлению прав. Статья закрепляет культурную автономию лужичан, право пользоваться лужицким языком (в том числе как официальным в местах их проживания, при обучении в детских садах и школах), содержит ссылку на специальный закон об участии представителей лужицких сербов в законодательной деятельности. Статьи 5 и 6 конституции Саксонии закрепляют право национальных и этнических меньшинств граждан Германии на сохранение идентичности и на заботу о языке, культуре, традициях и религии.
В Бранденбурге в 1994 году, а в Саксонии в 1999 году были приняты сходные законы о правах лужицких сербов (в Саксонии — «Закон о правах сорбов», в Бранденбурге — «Закон об оформлении прав сорбов (вендов)»). В обоих законах говорится об автохтонности лужичан. Даётся определение понятия принадлежности к серболужицкому народу (к лужицкому народу принадлежит тот, кто считает себя лужичанином), закрепляется правовой статус территории проживания лужичан, определяется статус советов по делам лужичан при ландтагах (и уполномоченных по делам лужицких сербов в Бранденбурге). Законы содержат положения об образовании на лужицких языках, двуязычных надписях на территории традиционного проживания лужичан, отражении культуры и интересов лужичан в средствах массовой информации.

## Межславянские связи

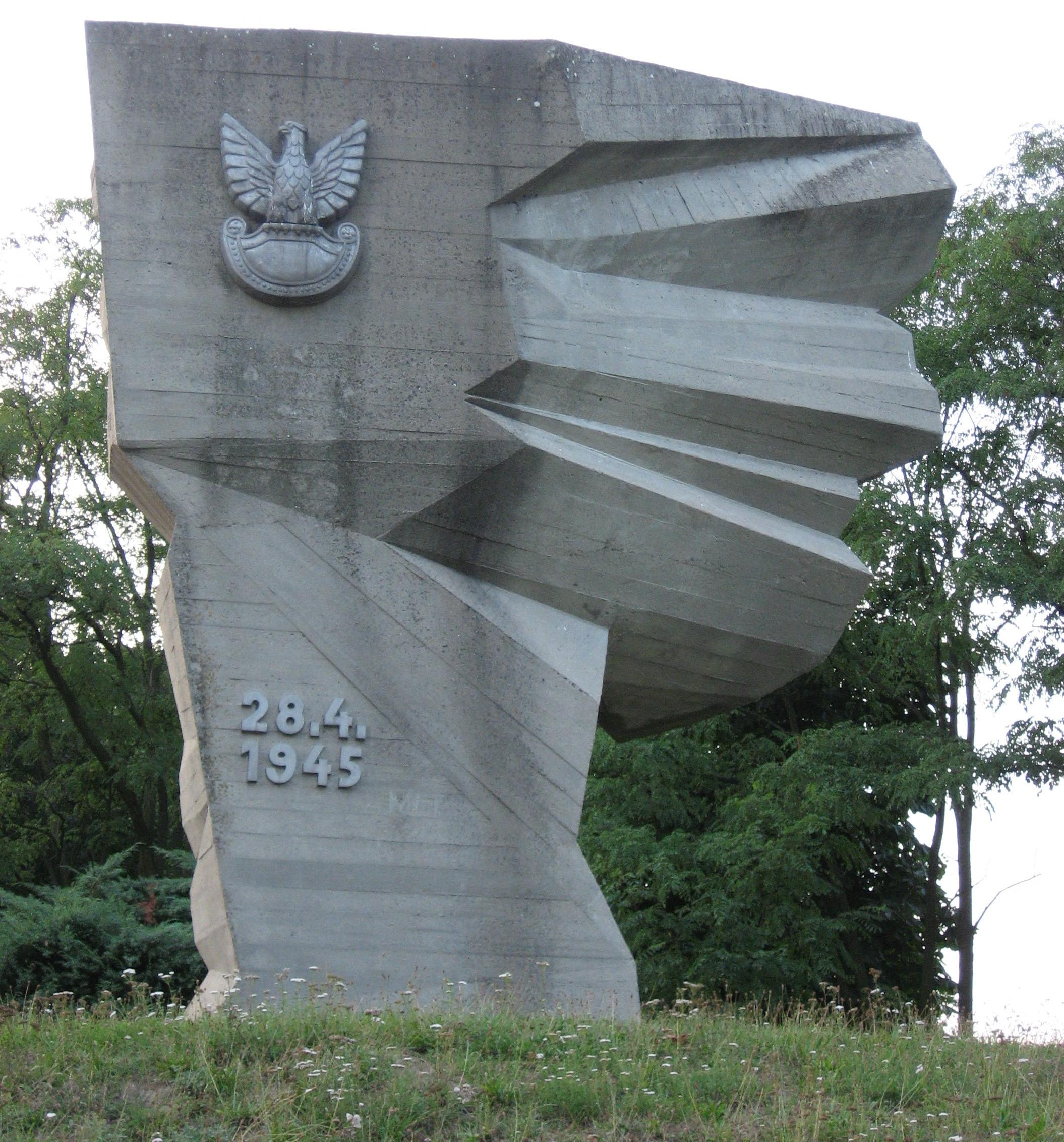
Памятник польским солдатам в Кроствице

Крепкие исторические связи у лужицких сербов существуют с Польшей и Чехией. Польша, позиционируя себя в качестве «опекуна» серболужицкого народа, выступает с критикой в адрес правительства Германии за недостаточные усилия по сохранению лужицких языков. В Варшавском университете в 1936 году было создано Товарищество друзей серболужицкого народа. С 1945 по 1949 годы действовала молодёжная организация «Prołuż» (с центральным представительством в Познани). С 2004 года действует польско-лужицкое товарищество «Pro Lusatia», которое проводит международные научные конференции, Дни лужицкой культуры, творческие вечера при участии лужицкой интеллигенции, мероприятия в память о деятелях серболужицкого национального возрождения, организовывает визиты лужицких политиков и активистов в Польшу (и поляков в Лужицу), издаёт литературу. Второе место по масштабам сотрудничества с лужичанами занимает Чехия, в которой активно действует Общество друзей Лужицы (основано в 1907 году), выпускающее научно-популярный журнал «Чешско-лужицкий вестник».
В Сербии существует научно-просветительский проект «Растко Лужица», объединяющий учёных и исследователей Сербии. Лужицкие сербы испытывают симпатии к балканским сербам, серболужицкие добровольцы принимали участие в югославских войнах в 1990-е годы на стороне сербов. В России с 1996 года действовало «Общество дружбы россиян с лужичанами», которое представлял Сергей Прямчук (ум. 2012). В настоящее время в России популяризацией лужицких языков и культуры занимается «Общество русско-лужицкой дружбы», которое в 2017 году создал в социальной сети «ВКонтакте» Сергей Яковлев.

### Комментарии
1. ↑  Из них 20 000 ещё владеют лужицкими языками.
2. ↑  Наряду с цыганами, фризами и датчанами[7].
3. ↑  Вместе с чехами, поляками и словаками[8].
4. ↑  Численность лужицких сербов согласно исследованиям и оценкам составляла: в 1840—1841 годы — 164 тысячи человек лужицкого происхождения (Я. А. Смолер), в 1880—1886 годы — 166 тысяч лужицких сербов (А. Мука), в 1904—1905 годы — 146 тысяч (A. Černý), в 1936—1938 годы — 111 тысяч (Nowina, 1938), в 1955—1956 годы — 81 тысяча (Tschernik, 1958)[46]. Имеются и другие данные на 1900 год[47].

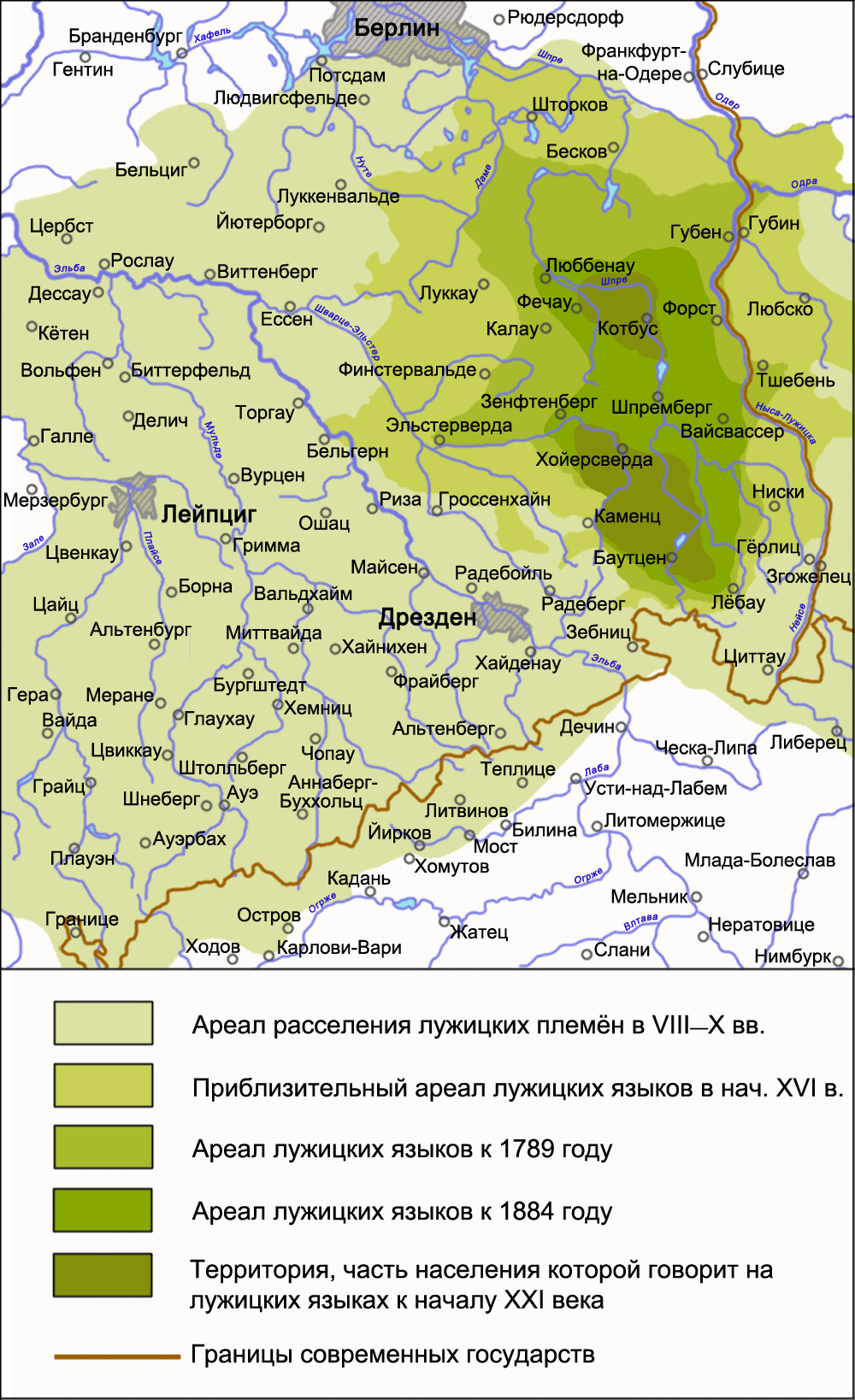
Лужицкий языковой ареал в VIII—XXI веках

5. ↑  Двуязычие у лужицких сербов установилось с конца XIX века[48].

### Энциклопедии
- Лужичане // Народы и религии мира: Энциклопедия. — М.: БРЭ, 1999. — ISBN 5-85270-155-6.
- Лужичане — статья из Большой советской энциклопедии.
- Лужичане // Энциклопедический словарь Брокгауза и Ефрона : в 86 т. (82 т. и 4 доп.). — СПб., 1890—1907.
- Sorb — статья из «Энциклопедии Британника» (англ.)
- Lužički Srbi (хорв.). Hrvatska enciklopedija.
- Měrćinowa, Marija и др. Энциклопедия культуры лужицких сербов = Sorbisches Kulturlexikon (нем.). — Баутцен: Domowina, 2014. — 580 S. — ISBN 978-3-7420-2229-5.

### Монографии
- Семиряга, М. И. Лужичане. — М.: Издательство АН СССР, 1955.
- Шольц, Д. Лужицькі серби: посібник з народознавства (укр.). — Місіонер, 1997. — 266 с.
- Stone, Gerald. The Smallest Slavonic Nation: The Sorbs of Lusatia (англ.). — 1972.